# Catedral de San Pedro y San Pablo (Ales)
La catedral de San Pedro y San Pablo o simplemente Catedral de Ales (en italiano: Cattedrale di Ss. Pietro e Paolo) es la iglesia parroquial de Ales, una pequeña ciudad de la provincia de Oristán, en la isla de Cerdeña, Italia, y la catedral de la diócesis de Ales-Terralba (que también incluye el museo diocesano). Fue dedicada como su nombre lo indica a San Pedro y San Pablo.
La catedral actual, construida en 1687 por el arquitecto Domenico Spotorno, fue construida sobre las ruinas de una iglesia anterior construida a expensas de Donna Violante Carroz, Marquesa de Quirra (1456-1510), en el momento de la transferencia de la sede de la Diócesis de Usellus a Ales. La primera catedral tenía una nave románica con un tejado y un pequeño campanario, tres capillas (dedicadas a la Virgen del Carmen, la Virgen del Rosario y el Crucifijo), y una sacristía, que fue sustituida por una nueva En 1627. El edificio fue ampliado en 1634, probablemente con muros de grandes bloques de piedra blanca, y cuatro capillas adicionales. En la época del obispo Brunengo, la nave y el ábside estaban cubiertos de bóvedas de cañón. En 1648 Brunengo comenzó a construir una de las dos torres planeadas, pero se derrumbó el 29 de abril de 1683, por razones nunca descubiertas, y en su caída casi destruyó completamente el resto de la iglesia.

## Véase también

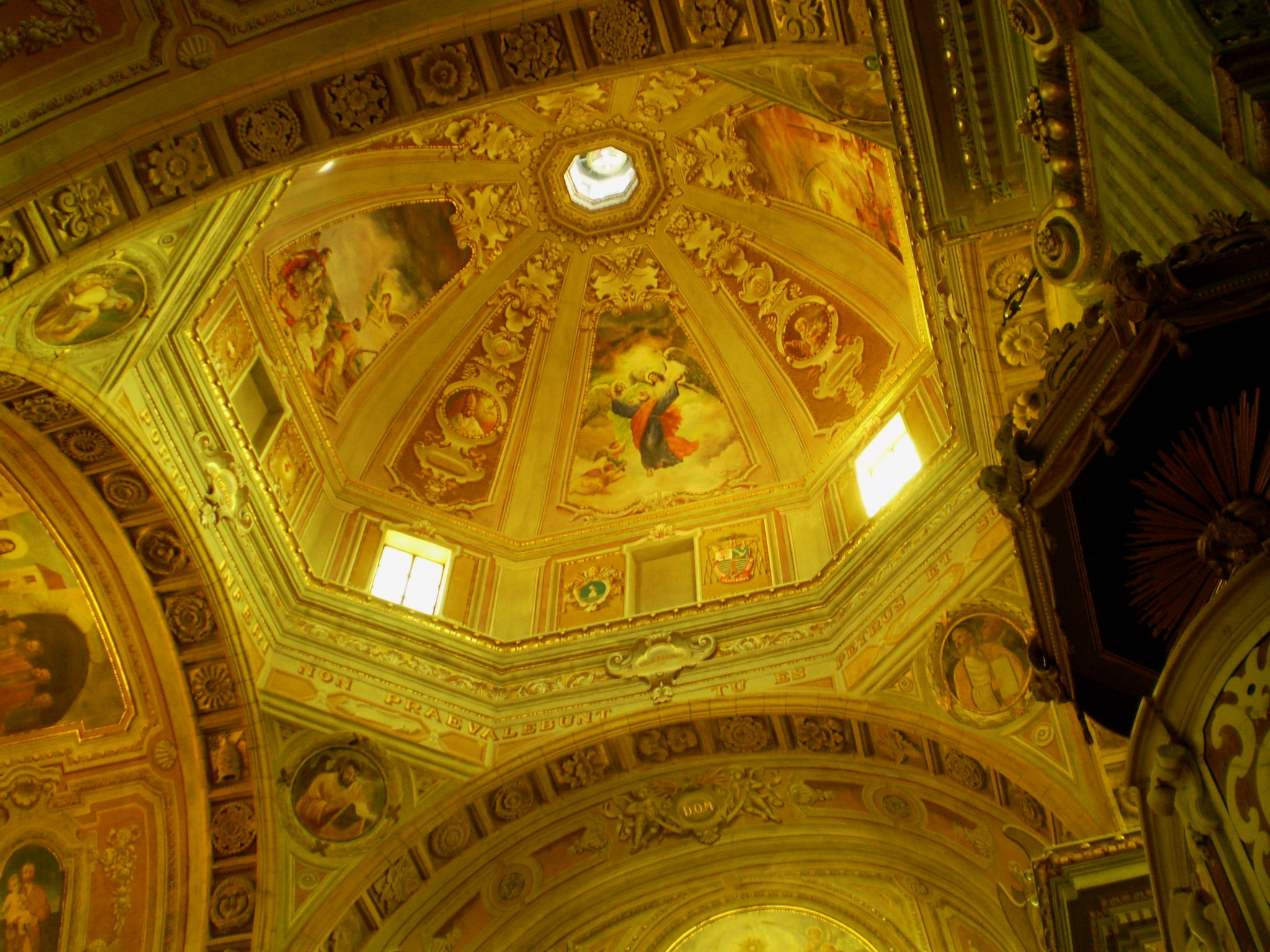
Vista interna